# Beulaker punter
De Beulaker punter, is een middelgrootte variant Punter die van oorsprong werd gevonden op de Beulakerwijde. Punter is de verzamelnaam van de diverse typen kleine open platbodem schepen die zijn ontwikkeld in de rivieren, delta's en veengebieden van Nederland. Ze worden gekenmerkt door een nagenoeg plat lancetvormig vlak, rechte sterk hellende (vallende) stevens en hoekige spanten. De Beulaker punter is in vergelijking met de Gieterse punter hoger opgeboeid, in verband met de grote golfslag op het het Beulakerwijde.
De afmetingen van de Beulaker punter zijn ongeveer 6,30 bij 1,75 meter.

## Referentie
1. ↑  Punterfamilie[dode link]